# Potentiel postsynaptique excitateur
 (mars 2025).
Si vous disposez d'ouvrages ou d'articles de référence ou si vous connaissez des sites web de qualité traitant du thème abordé ici, merci de compléter l'article en donnant les références utiles à sa vérifiabilité et en les liant à la section « Notes et références ».

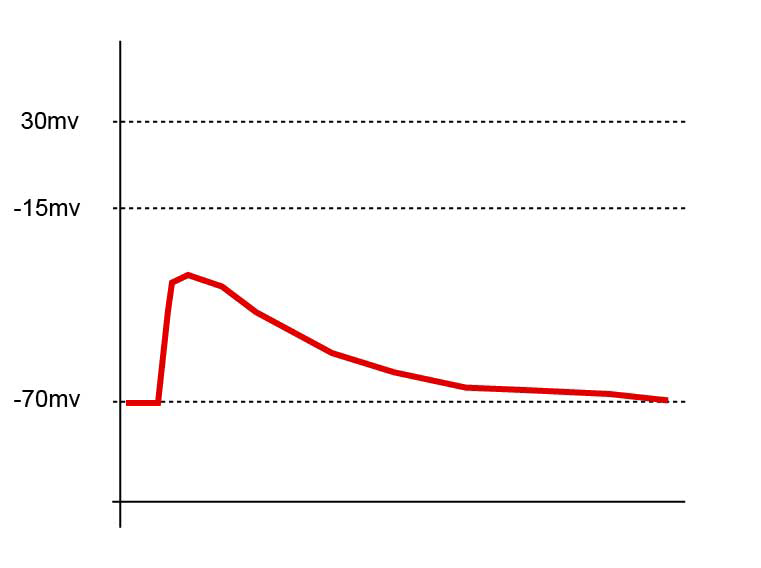
Un seul PPSE ne dépolarise pas suffisamment la membrane pour générer un potentiel d’action.

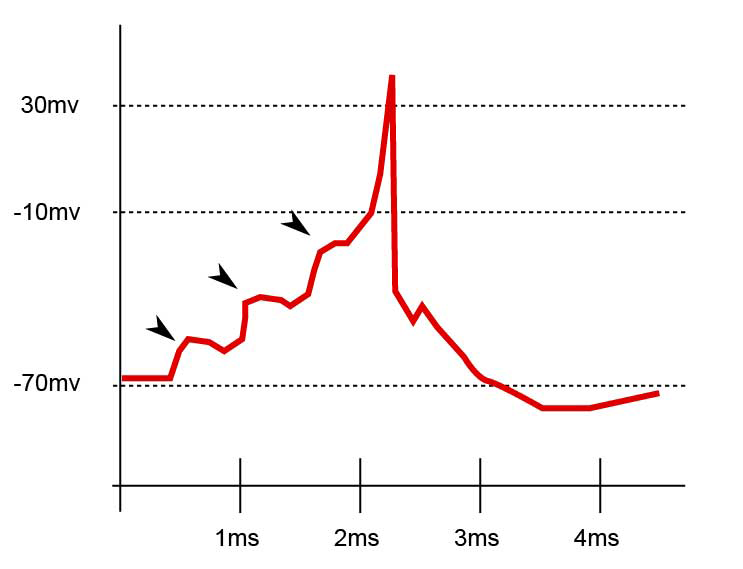
Une sommation de trois PPSE donne naissance dans ce cas au déclenchement du potentiel d'action.

Un potentiel postsynaptique excitateur (PPSE) est un changement de la valeur du potentiel de membrane (dans le sens d'une dépolarisation) localisé dans le neurone postsynaptique. 

## Description
Cette dépolarisation est causée par un mouvement d'ions (cations) à travers la membrane, lui-même permis par l'ouverture de récepteurs postsynaptiques (canaux membranaires) provoqué par les neurotransmetteurs largués dans l'espace synaptique par l'axone ou le dendrite d'une cellule présynaptique.
En neurosciences, un potentiel postsynaptique excitateur est une réduction temporaire du potentiel de membrane postsynaptique provoqué par un flux d'ions dont le potentiel de repos est positif (sodium et potassium principalement) entrant dans la cellule postsynaptique. Cela constitue l'opposé du potentiel postsynaptique inhibiteur (PPSI), qui est généralement causé par un flux entrant d'ions négatifs dans la cellule. Un potentiel postsynaptique est dit excitateur s'il facilite le déclenchement d'un potentiel d'action dans le neurone. Les PPSE peuvent aussi être dues à une diminution des charges positives sortantes, tandis que les PPSI sont parfois dues à une augmentation des charges positives sortantes. Le flux d'ions qui provoque un PPSE est appelé courant excitateur postsynaptique. 
Les PPSE et les PPSI sont des potentiels additifs. Quand des PPSE multiples surviennent sur un même patch de membrane postsynaptique, alors leurs effets combinés sont simplement la somme des PPSE individuels. Les plus grands PPSE sont dus à une plus grande dépolarisation de la membrane qui du coup, augmente la chance que la cellule postsynaptique atteigne le seuil de déclenchement d'un potentiel d'action.
La propagation des PPSE est dite passive, cette propagation dépend des propriétés intrinsèques du neurone, telles que :
- Les propriétés de la membrane plasmique : résistance membranaire (Rm) (nombre de canaux ouverts au repos) et capacité membranaire (Cm) de 1 µF/cm²
- Le diamètre des dendrites (d) : plus le diamètre du dendrite sera gros, moins l’atténuation du signal sera marquée.
- La résistance interne (ou axiale) du cytoplasme (Ri ou Ra) qui est déterminé par les propriétés du cytoplasme.
La propagation des PPSE dans les dendrites ne fait pas intervenir de canaux voltage dépendants qui permettraient au signal de se régénérer comme c’est le cas pour la propagation active des potentiels d'action (PA) dans les axones. La nature de cette propagation passive et donc la nature des modifications que va subir le signal lors de sa propagation peut être décrit par deux constantes : la constante d’espace et la constante de temps.
La constante d’espace décrit l’atténuation de l’amplitude du PPSE au cours de sa propagation. Elle correspond à la distance que doit parcourir le signal pour que son amplitude diminue de 63 %.
On a constaté que le PPSE est plus lent que le courant synaptique (CPSE). Cette différence s'explique par le fait que la membrane plasmique se comporte comme un condensateur, capable de stocker des charges à sa surface. Le flux net de charges positives à la synapse entraîne une charge progressive de la membrane à cet endroit. Ce n’est qu’une fois cette zone localement chargée que les ions peuvent passer par les canaux de fuite présents dans la membrane. Ainsi, le temps nécessaire pour charger la capacité membranaire retarde le passage du courant à travers la composante résistive (ou conductance) de la membrane. On peut retrouver cet effet lorsque l’on injecte un courant I rectangulaire, le ΔV est progressif, dû à la charge de la membrane. Lorsque la membrane est chargée alors toutes les charges passent dans les canaux de fuite. On est à l’état stationnaire (U = RI). Tau (τ) dépend donc de Rm et Cm et décrit le temps que met ΔV pour atteindre 63% de son amplitude maximale.

## Vue d'ensemble
Les PPSE des cellules vivantes ont des causes chimiques. Quand l'activité d'une cellule présynaptique libère des neurotransmetteurs dans la synapse, certains se lient à des récepteurs sur la surface cellule postsynaptique. Beaucoup de ces récepteurs contiennent des canaux ioniques qui sont capables de faire passer des charges positives soit vers l'intérieur ou soit vers l'extérieur de la cellule (ces récepteurs sont appelés récepteurs ionotropes). Sur les synapses excitatrices, les canaux ioniques généralement laissent passer des ions sodium dans la cellule, ce qui génère un courant excitateur postsynaptique. Ce courant dépolarisateur provoque l'augmentation du potentiel de membrane, le PPSE.

## Molécules excitatrices
Le neurotransmetteur le plus souvent associé aux PPSE est l'acide aminé glutamate, c'est le principal neurotransmetteur excitateur du système nerveux central (il est d'ailleurs appelé par extension le neurotransmetteur excitateur). Dans la jonction neuromusculaire, les PPSE (appelées ici potentiels de plaque motrice) sont transmises par le neurotransmetteur acétylcholine. Techniquement parlant, classer de cette façon les neurotransmetteurs est incorrect, car il y a plusieurs autres facteurs synaptiques qui permettent de déterminer l'effet excitateur ou inhibiteur d'un neurotransmetteur.

## PPSE spontanées
La libération des vésicules de neurotransmetteurs de la cellule présynaptique est un phénomène probabiliste. En fait sans aucune stimulation de la cellule présynaptique, des vésicules seront quand même occasionnellement libérées dans la synapse, et générant de fait des PPSE. Bernard Katz pionnier des études de ces PPSE spontanées (souvent appelées potentiels miniatures de plaque motrice) en 1951, a découvert que la transmission synaptique se faisait sous forme de quanta.